# がけっぷち純情
「がけっぷち純情」（がけっぷちじゅんじょう）は、日本の男性グループ・BOYS AND MEN研究生の楽曲で、10作目のシングル。2018年11月23日にFortune Recordsからリリースされた。楽曲プロデュースおよび作詞はYUMIKO。テレビ朝日系のプロレス中継『ワールドプロレスリング』のファイティングミュージックに起用された。

## 背景とリリース
和田アキ子とのコラボレーション「和田アキ子 with BOYS AND MEN 研究生」としてヒットを記録した『愛を頑張って』から半年ぶりのCDリリースであり、2017年に祭nine.と分岐した後の6人体制としては3作目のシングルである。メンバー6人だけによるシングルは、8th『ゴリゴリ☆サバンナロード』以来1年ぶりとなる。『愛を頑張って』はテイチクエンタテインメントからリリースされたメジャー作品であったが、今作はふたたび所属事務所であるフォーチュンエンターテイメント内のインディーズ・レーベル、Fortune Recordsからのリリースとなる。
BOYS AND MEN研究生は10月12日に、東京下北沢のライブハウス・GARDENで単独ライブ『BMKライブ〜騒げ！お江戸の陣〜』を開催した。そのステージ上でメンバーと観客に対して、所属事務所社長の谷口誠治からのメッセージとして「11月末にニューシングルを出す。ただし条件付き。」という発表があった。後日発表されたその条件は、「発売日当日にBMシアターでニューシングル発売記念ライブを開催する。このチケットを完売させなければ、これがラストシングルとなる。」というものであった。リリース日でありライブ開催日の11月23日、ステージで「がけっぷち純情」とシングル収録曲「不肖この俺、イバランナー」・「Promise」を初披露。チケットは完売し、条件をクリアしたと発表された。
2019年2月2日に、BOYS AND MEN研究生の公式サイトにおいて「がけっぷち純情」が『ワールドプロレスリング』の2月・3月のファイティングミュージックに起用されたことが発表され、同日に『がけっぷち純情』収録の3曲が主要な音楽配信サイトからの配信によってリリースされた。このタイアップをきっかけに、新日本プロレスの永田裕志に弟子入りするというプロモーションも行われた。BOYS AND MEN研究生は3月から4月にかけて、この曲をモチーフとする構成の、タイトルに「がけっぷち」を冠した東名阪ライブ・ツアー『BMK GAKEPPUCHI TOUR 2019』を開催した。
2019年6月に、次作『えいやッ喝采』をリリース。9月に北川せつらの脱退によって5人体制となり、2020年1月にリリースされたベスト・アルバム『BMK the BEST』には、5人バージョンで再レコーディングしたものが収録された。アルバムにはカップリングの「Promise」も同様に新バージョンで収録される。

## 制作
楽曲プロデュースおよび作詞は、BOYS AND MEN研究生の音楽プロデュースを担うYUMIKOによる。作曲は、ArmySlick、Yu-ki Kokubo、YHANAEL、YUU for YOUの共同による。このチームは、同時期に女性アイドルグループ=LOVEの楽曲「Want you! Want you!」の作編曲を手掛けている。作曲者の1人であるYu-ki Kokubo（小久保祐希）は、BOYS AND MEN研究生の6thシングル『ドドンコ Don't worry』収録曲「ダイヤモンドファイター」の作詞作曲、『愛を頑張って』収録曲「GYA☆WOW」の作曲を手掛けている。編曲はArmySlickとYUU for YOUであり、ArmySlickがギターとベースの演奏を担った。コーラスに高橋秀幸が参加している。
YUMIKOは「がけっぷち純情」とカップリングの「不肖この俺、イバランナー」と「Promise」は、すべて「崖っぷち」をテーマにして違う角度から作った3曲であると説明して、「がけっぷち純情」について、「色んな人生の崖っぷちに立った時、自分を鼓舞する曲になるように、踏ん張れるように、というメッセージをのせた曲」という解説をしている。

## リリース形態、カップリング
CDシングルは表題曲「がけっぷち純情」とカップリング「不肖この俺、イバランナー」・「Promise」の3曲と、それぞれのオフボーカル・バージョンの全6トラックを収録した1形態のみでのリリースである。どの楽曲もミュージック・ビデオは発表されていない。前述のように3曲すべてが「崖っぷち」というテーマで作られている。「不肖この俺、イバランナー」は児玉雨子に作詞を委ねた曲であり、YUMIKOは「言葉遣いが巧みですごくかっこよく面白い曲になりました」とコメントしている。「Promise」については、YUMIKOは「約束、というタイトルなんだけれど、そこに言葉はなくて、この歌を何年かあとに歌った時にまた違った意味になるのかなと思います」と、作曲者のKAKKYは「皆で歌って、熱く強く夢に向かっていける楽曲」とコメントしている。

## 収録トラック
1. 「がけっぷち純情」 – 3:43
  - 作詞: YUMIKO、作曲: ArmySlick・Yu-ki Kokubo・YHANAEL・YUU for YOU、編曲: ArmySlick・YUU for YOU
2. 「不肖この俺、イバランナー」 – 3:39
  - 作詞: 児玉雨子、作曲: えとゆま・菊池諒、編曲: えとゆま
3. 「Promise」 – 5:01
  - 作詞: YUMIKO、作曲: KAKKY、編曲: 中土智博
4. 「がけっぷち純情 Inst.」
5. 「不肖この俺、イバランナー Inst.」
6. 「Promise Inst.」